# 白海 - 波羅的海種族
白海 - 波羅的海種族，是高加索人種北歐人種的一個分支。
身高中高、淺膚色、金直髪、但鼻較短。
分布於歐洲東北，從波羅的海東部和南部海岸至烏拉爾山脈（俄羅斯北部、白俄羅斯人、立陶宛人、拉脫維亞人、卡累利阿人、维普斯人、科米人的一部分）。